# Монток (Нью-Йорк)
Монток (англ. Montauk) — переписна місцевість (CDP) в США, в окрузі Саффолк штату Нью-Йорк. Населення — 4318 осіб (2020).

## Географія
Переписна місцевість Монток розташована на висоті 10 метрів над рівнем моря.
Монток розташований за координатами 41°2′50″ пн. ш. 71°56′43″ зх. д. / 41.04722° пн. ш. 71.94528° зх. д. (41.047252, -71.945292). За даними Бюро перепису населення США в 2010 році переписна місцевість мала площу 51,10 км², з яких 45,27 км² — суходіл та 5,83 км² — водойми.

### Клімат
| Клімат : Монток         | Клімат : Монток | Клімат : Монток | Клімат : Монток | Клімат : Монток | Клімат : Монток | Клімат : Монток | Клімат : Монток | Клімат : Монток | Клімат : Монток | Клімат : Монток | Клімат : Монток | Клімат : Монток | Клімат : Монток |
| Показник                | Січ.            | Лют.            | Бер.            | Квіт.           | Трав.           | Черв.           | Лип.            | Серп.           | Вер.            | Жовт.           | Лист.           | Груд.           | Рік             |
| Середній максимум, °C   | 3,4             | 4,5             | 7,6             | 12,5            | 17,9            | 22,9            | 26,3            | 26,1            | 22,2            | 17,0            | 11,7            | 6,4             | 14,9            |
| Середня температура, °C | 0,2             | 0,9             | 3,9             | 8,6             | 13,7            | 19,1            | 22,4            | 22,3            | 18,7            | 13,6            | 8,4             | 3,3             | 11,3            |
| Середній мінімум, °C    | −3,1            | −2,6            | 0,2             | 4,7             | 9,4             | 15,3            | 18,6            | 18,6            | 15,2            | 10,2            | 5,2             | 0,2             | 7,7             |
| Норма опадів, мм        | 73              | 86              | 121             | 88              | 56              | 97              | 97              | 100             | 100             | 93              | 107             | 91              | 1109            |
| ----------------------- | --------------- | --------------- | --------------- | --------------- | --------------- | --------------- | --------------- | --------------- | --------------- | --------------- | --------------- | --------------- | --------------- |
| Джерело: NOAA           |                 |                 |                 |                 |                 |                 |                 |                 |                 |                 |                 |                 |                 |

## Демографія
Згідно з переписом 2010 року, у переписній місцевості мешкало 3326 осіб у 1422 домогосподарствах у складі 898 родин. Густота населення становила 65 осіб/км². Було 4666 помешкань (91/км²).
Расовий склад населення:
| - 90,3 % — білих - 2,8 % — чорних або афроамериканців - 0,9 % — азіатів - 0,2 % — корінних американців - 0,1 % — вихідців з тихоокеанських островів - 4,4 % — осіб інших рас |

До двох чи більше рас належало 1,3 %. Частка іспаномовних становила 16,1 % від усіх жителів.
За віковим діапазоном населення розподілялося таким чином: 16,9 % — особи молодші 18 років, 62,6 % — особи у віці 18—64 років, 20,5 % — особи у віці 65 років та старші. Медіана віку мешканця становила 47,9 року. На 100 осіб жіночої статі у переписній місцевості припадало 99,8 чоловіків; на 100 жінок у віці від 18 років та старших — 102,2 чоловіків також старших 18 років.
Середній дохід на одне домашнє господарство становив 93 491 долар США (медіана — 72 903), а середній дохід на одну сім'ю — 96 181 долар (медіана — 81 738). Медіана доходів становила 80 270 доларів для чоловіків та 46 250 доларів для жінок. За межею бідності перебувало 12,6 % осіб, у тому числі 36,7 % дітей у віці до 18 років та 5,1 % осіб у віці 65 років та старших.
Цивільне працевлаштоване населення становило 1733 особи. Основні галузі зайнятості: мистецтво, розваги та відпочинок — 27,2 %, освіта, охорона здоров'я та соціальна допомога — 15,1 %, науковці, спеціалісти, менеджери — 14,3 %.

## Галерея

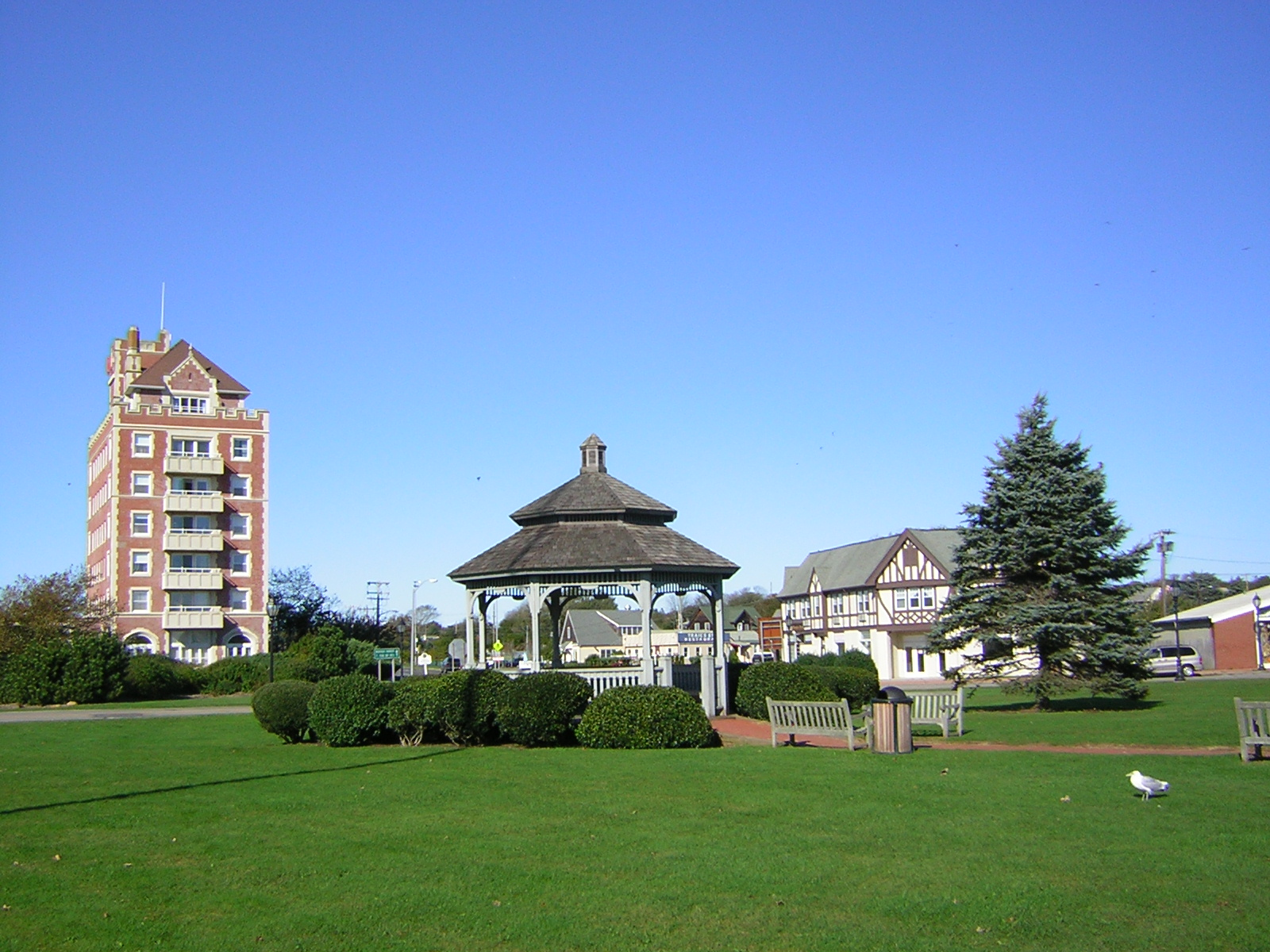
Альтанка в центрі міста
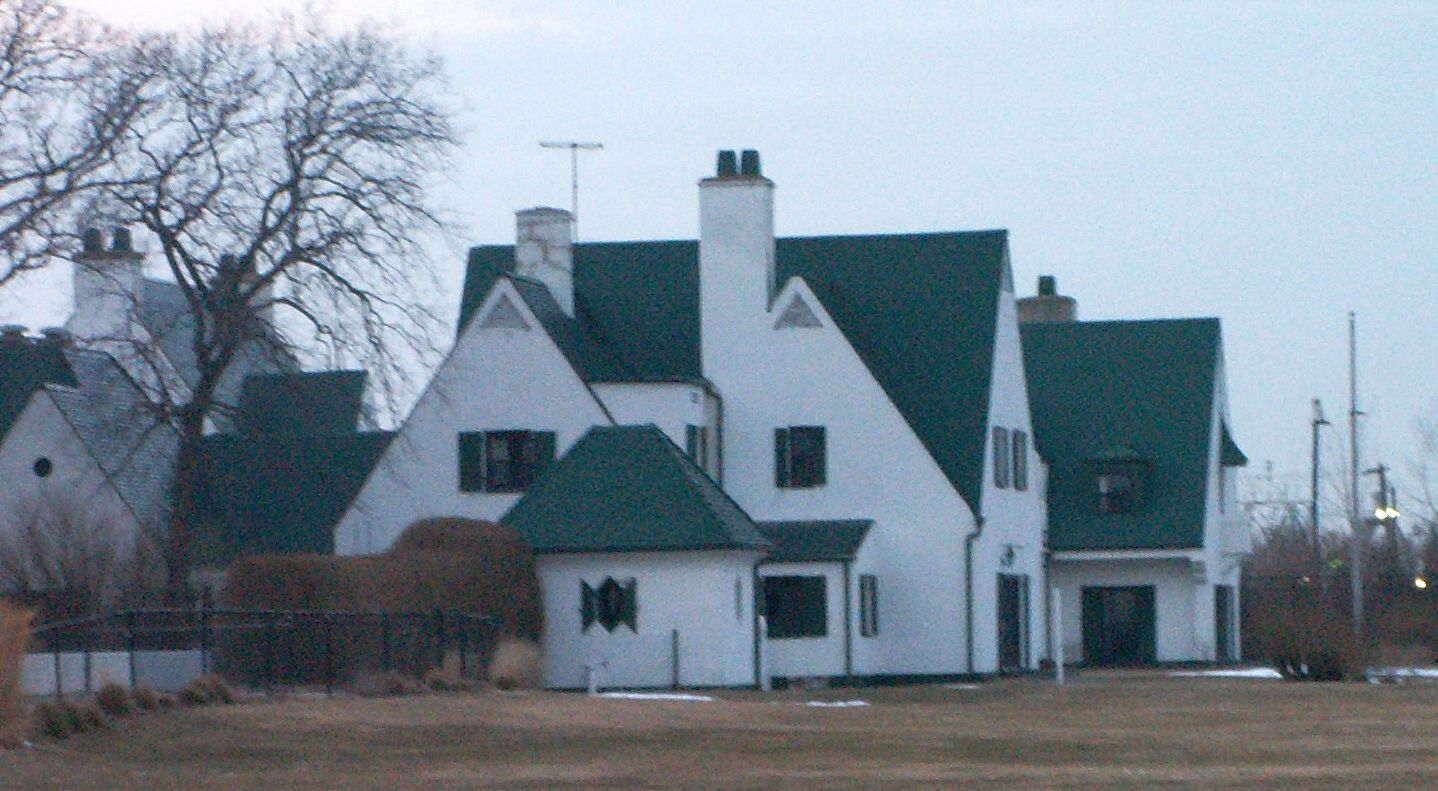
Маєток Калеба Брегга в Монтоку
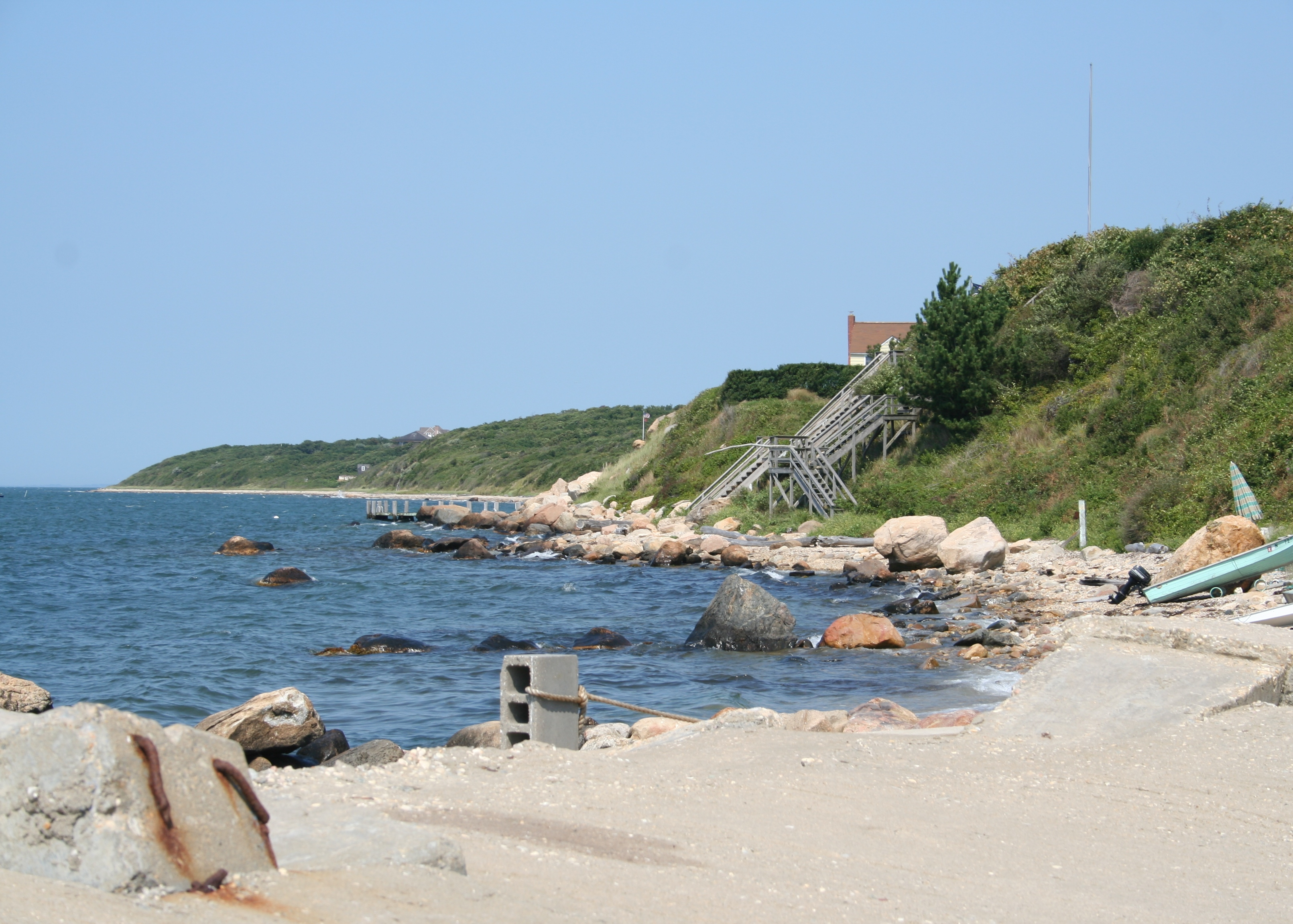
Східне узбережжя озера Монток
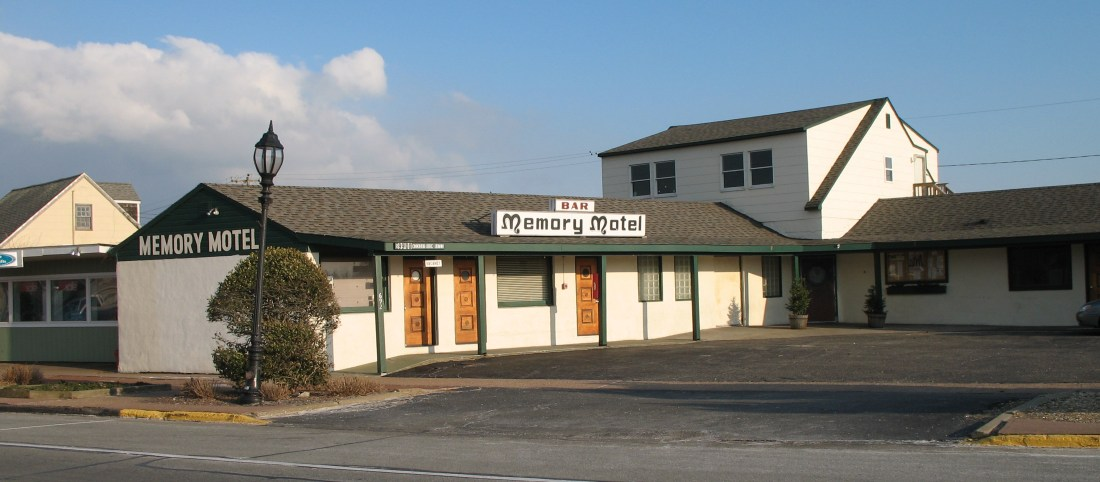
Memory Motel в Монток
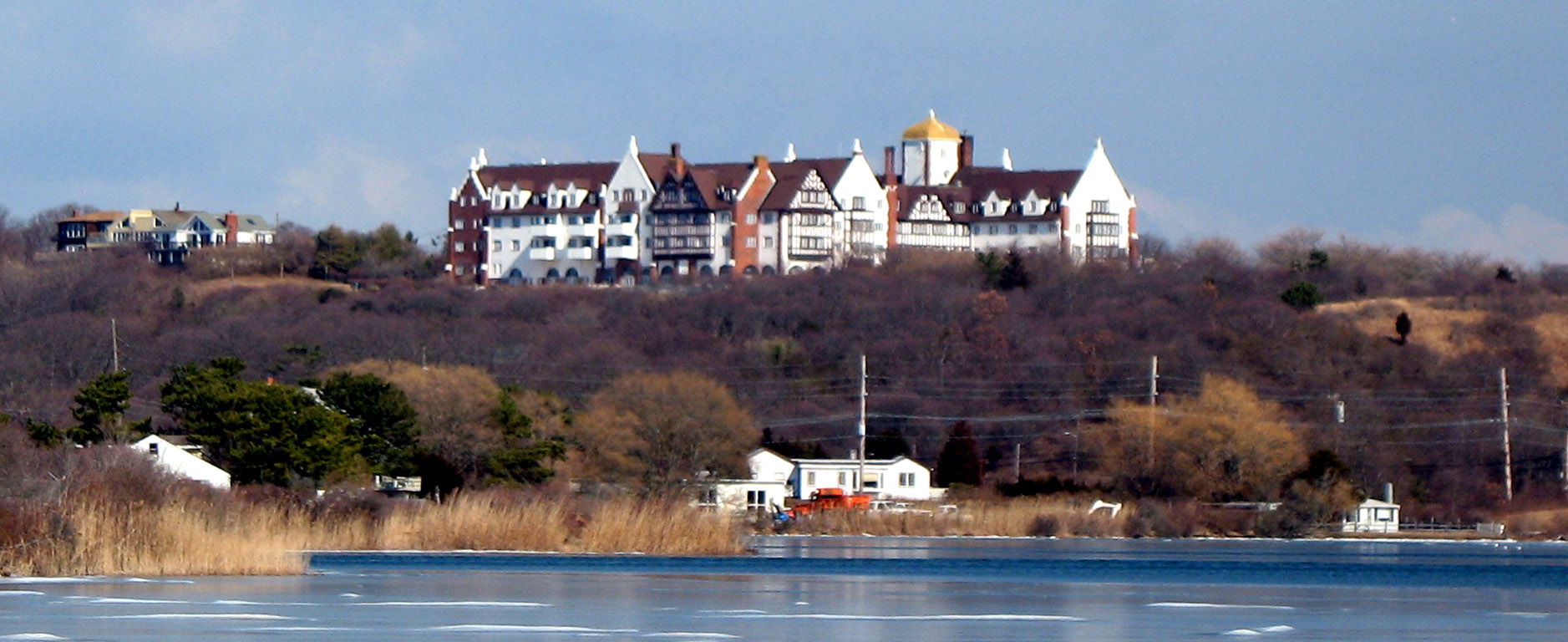
Маєток Монток
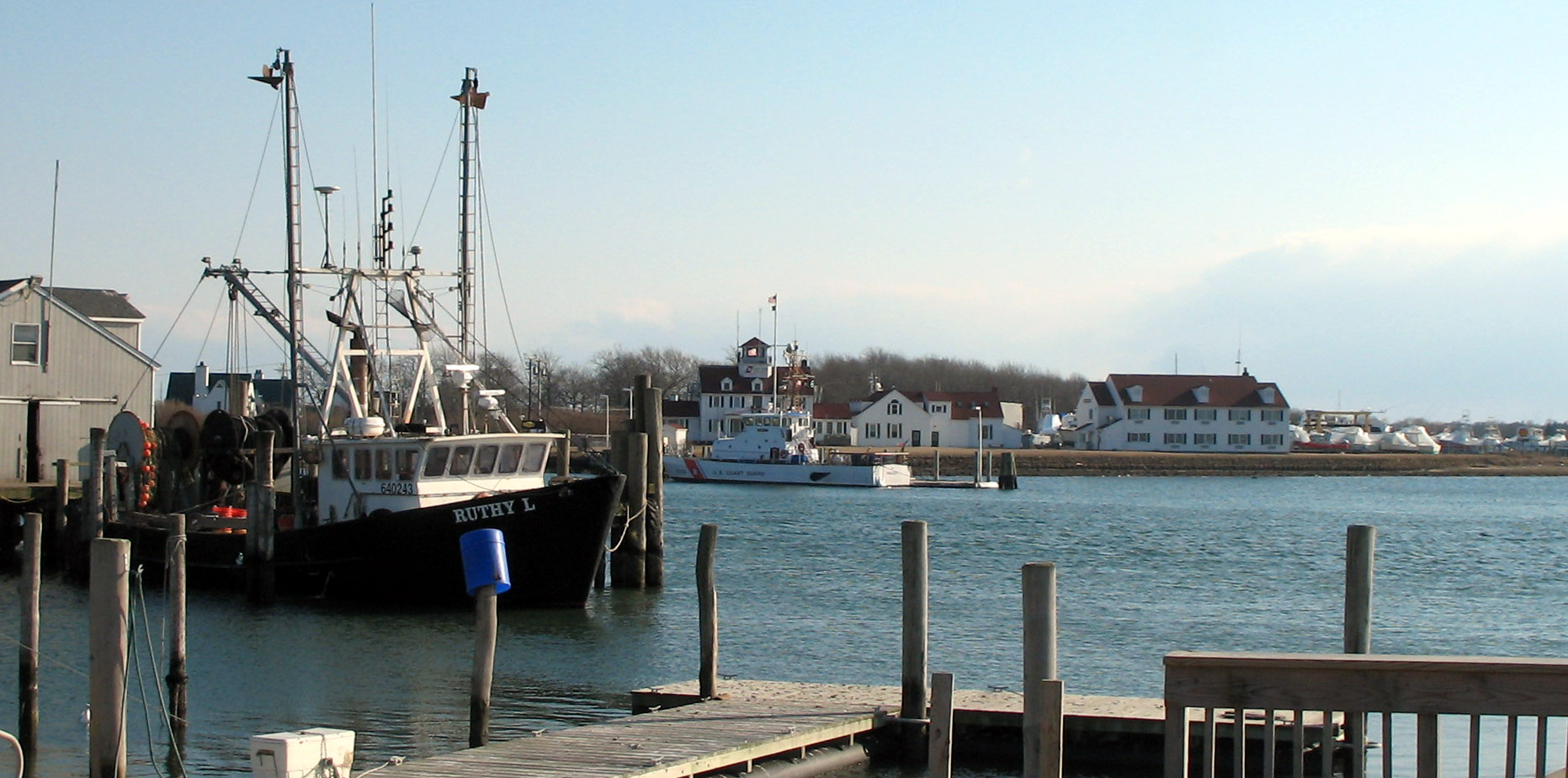
Станція берегової охорони острова Стар, на озері Монток
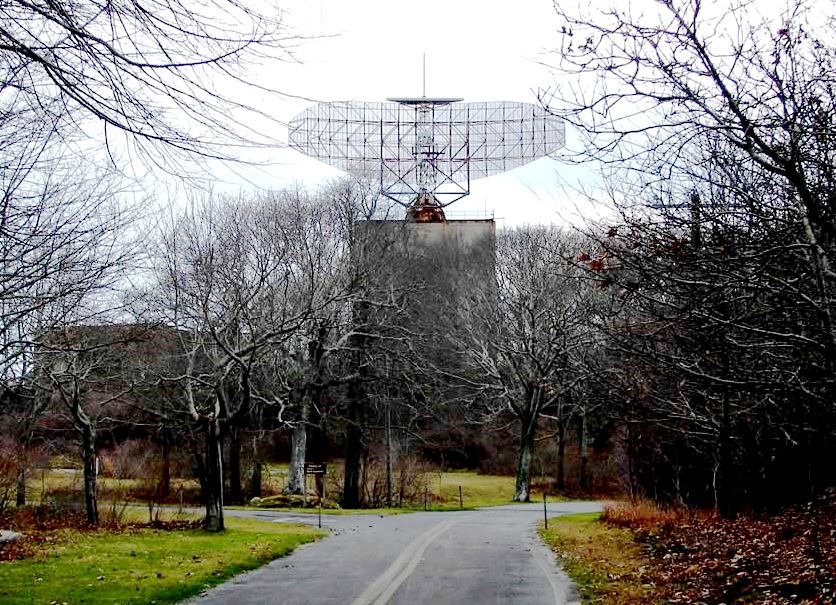
Радар AN/FPS-35 у міському парку